# Phoradendron californicum
Phoradendron californicum är en sandelträdsväxtart som beskrevs av Thomas Nuttall. Phoradendron californicum ingår i släktet Phoradendron och familjen sandelträdsväxter. Inga underarter finns listade i Catalogue of Life.